# 馬里納冰川

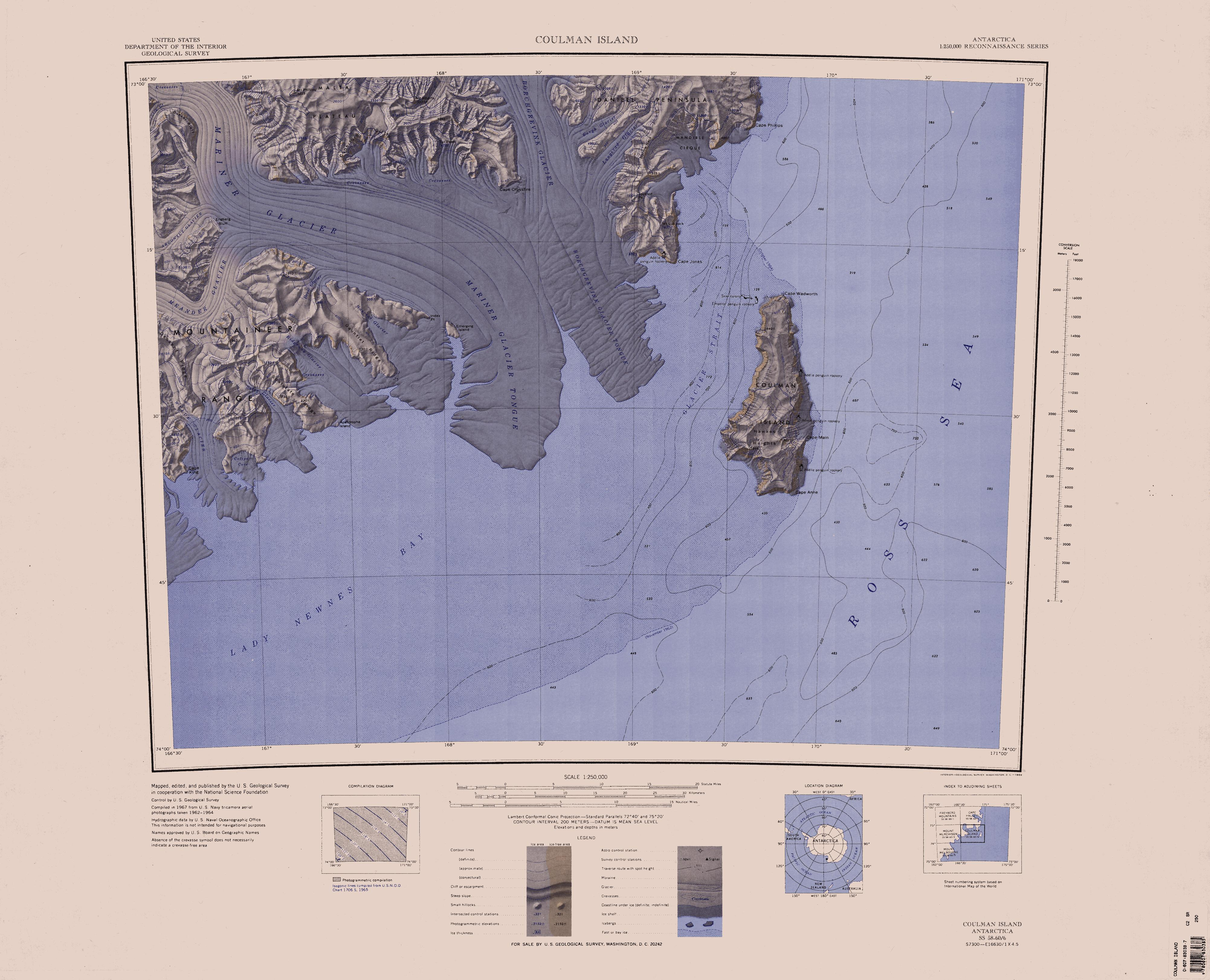

馬里納冰川（英語：Mariner Glacier）是南極洲的冰川，全長超過100公里，發源自維多利亞地的高原，流經登山家山脈和馬爾塔高原之間，最終在紐恩斯夫人灣注入羅斯海。
73°15′S 167°30′E / 73.250°S 167.500°E